# Theologisches
Theologisches ist eine 1970 von Wilhelm Schamoni begründete, zunächst monatlich, seit 2005 zweimonatlich erscheinende theologische Fachzeitschrift.

## Geschichte und Profil
Die laut BBKL traditionsorientierte Zeitschrift bemüht sich nach eigenen Angaben um die Wahrung der katholischen Identität. Verlegt wird die Zeitschrift von der Fördergemeinschaft Theologisches e. V., die zeitweise auch als Herausgeberin fungierte.
Lange Jahre war der Gründungsherausgeber Wilhelm Schamoni selbst Redakteur der Zeitschrift. Sein Nachfolger als Herausgeber und Schriftleiter wurde der Kölner Moraltheologe Johannes Bökmann, unter dessen Führung sich die Beilage zur auflagenstärksten katholischen Monatsschrift im deutschen Sprachraum entwickelte. Nach Bökmanns Tod Anfang 1998 leitete für eine kurze Zeit der Missionswissenschaftler Johannes Dörmann das Blatt. Ihm folgte von 1999 bis 2003 der Kölner Monsignore Ulrich-Paul Lange. Ab 2004 war der Laientheologe David Berger Schriftleiter und Herausgeber von Theologisches.
Ursprünglich erschien Theologisches als eine von mehreren Beilagen zur monatlichen Offerten-Zeitung für die katholische Geistlichkeit und engagierte Gläubige, die vom Verlag Josef Kral in Abensberg herausgegeben wurde. 1993 wurde Theologisches zur selbständigen Zeitschrift, nachdem es inhaltliche Diskussionen gegeben hatte. Hintergrund war, dass Albrecht von Brandenstein-Zeppelin den Kral-Verlag übernommen hatte.  Die ehemalige Beilage Apostolisches erschien seither ebenfalls selbständig und wurde später in Kirche heute umbenannt.
Seit Bergers Weggang im Frühjahr 2010 wird die Zeitschrift von Manfred Hauke herausgegeben, der seit 2007 Vorsitzender der Fördergemeinschaft ist. Als verantwortlicher Redakteur im Sinne des Pressegesetzes von Nordrhein-Westfalen fungiert seither der emeritierte Dogmatikprofessor Johannes Stöhr.
2021 verhängte das Amtsgericht Köln nach einer Anzeige des Priesters Wolfgang F. Rothe Strafbefehle gegen Stöhr und Theologisches-Autor Dariusz Oko wegen Volksverhetzung, nachdem Oko in der Zeitschrift homosexuelle Priester beschimpft und sie unter anderem als „Parasiten“, „Plage“ und „Krebsgeschwür“ bezeichnet hatte. Gegen beide Strafbefehle wurden Einsprüche eingelegt, weshalb sie nicht rechtskräftig wurden. Am 20. Mai 2022 stellte das Amtsgericht Köln das Verfahren gegen Oko und Stöhr wegen des Vorwurfs der Volksverhetzung ein. Dariusz Oko musste eine Geldauflage in Höhe von 3150 Euro und Johannes Stöhr in Höhe von 4000 Euro entrichten, sie sind nicht vorbestraft. Beide zeigten „eine gewisse Einsicht“, so die Richterin. Oko musste sich für seine Aussagen entschuldigen. Nach einer Anzeige durch Pink Cross verurteilte die Tessiner Staatsanwaltschaft Hauke als Herausgeber wegen Verstoßes gegen Artikel 261bis StGB durch Strafbefehl zu einer bedingten Geldstrafe. Hauke erhob dagegen Einspruch.
Die Zeitschrift finanziert sich seit ihrer Gründung ausschließlich aus Spenden. Die Arbeit der Mitglieder der Fördergemeinschaft und des Herausgebers ist ehrenamtlich.

## Autoren (Auswahl)
Zu den Autoren der Zeitschrift gehörten folgende Theologen und Publizisten:
- Johann Auer
- Hans Urs von Balthasar
- Remigius Bäumer
- Theobald Beer
- David Berger
- Peter Berglar
- Peter Beyerhaus
- Johannes Bökmann
- Walter Brandmüller
- Walter Braun
- Carlo Caffarra
- Johannes Dörmann
- Avery Dulles
- Georg Eder
- Leo Elders
- Gustav Ermecke
- Siegfried Ernst
- Gerhard Fittkau
- Klaus Gamber
- Hortense von Gelmini
- Hubert Gindert
- Rudolf Graber
- Lothar Groppe
- Anselm Günthör
- Paul Hacker
- Manfred Hauke
- Walter Hoeres
- Ferdinand Holböck
- Hubert Jedin
- Gerd-Klaus Kaltenbrunner
- Bonaventura Kloppenburg
- Harm Klueting
- Kurt Krenn
- Bernhard Lakebrink
- Andreas Laun
- Konrad Löw
- Werner Marschall
- Georg May
- Christa Meves
- Martin Mosebach
- Wilhelm Nyssen
- Johannes Overath
- Rudolf Peil
- Josef Pieper
- Antonio Piolanti
- Konrad Repgen
- Giovanni B. Sala
- Alfred Schickel
- Josef Seifert
- Wilhelm Schamoni
- Leo Scheffczyk
- Joseph Schumacher
- Rudolf Michael Schmitz
- Josef Spindelböck
- Hugo Staudinger
- Johannes Stöhr
- Alma von Stockhausen
- Karl Wallner
- Wolfgang Waldstein
- Max Ziegelbauer